# Candát východní
Candát východní (Sander volgensis) je jedním ze dvou druhů candáta vyskytujících se na území Česka. Zde nepatří mezi hospodářsky významné druhy, mimo jiné i pro svůj malý vzrůst, a proto je rybáři opomíjen.

## Popis
Tělo je protáhlé, z boků zploštělé. Hlava zakončena koncovými ústy. V tlamě se nachází řada drobných zoubků. Od candáta obecného se liší absencí psích zubů (canine teeth) a také vyšší plachtovitě protaženou přední hřbetní ploutví. Na hřbetě se nachází dvě hřbetní ploutve, první vyztužena tvrdými paprsky, druhá měkkými. Břišní ploutve jsou umístěny hned za úrovní prsních. Tělo je zbarveno šedě s odstíny zelené. V mládí jsou na bocích zřetelné svislé tmavé pruhy. Dorůstá do délky až 40 cm (průměrně 20 - 30 cm) a hmotnosti 3 kg. Dožívá se nejvýše 12 let.

## Výskyt
Objevuje se v říčním systému Dunaje, přičemž smeřem na západ výskyt sahá až k Vídni, také se vyskytuje v severních přítocích Černého a Kaspického moře. Tento druh není příliš hojný. Obývá velké, kalné řeky a jezera a brakická pobřežní jezera a ústí řek. V Česku se s ním lze setkat pouze na jižní Moravě v řekách Moravě a Dyji. Vyskytuje se v Rakousku, Ázerbájdžánu, v Bosně a Hercegovině, Bulharsku, Chorvatsku, Německu, Maďarsku, Moldavsku, Rumunsku, Rusku, Srbsku, Slovensku a na Ukrajině.

## Biologie
Nejaktivnější jsou za soumraku a úsvitu, kdy se živí malými rybami a bezobratlými. Larvy a mladí jedinci jsou pelagičtí a živí se planktonem.

## Rozmnožování
Poprvé se tře ve věku 3 - 4 let při délce 20 - 30 cm, přičemž samice obvykle o rok později než samci. Tření probíhá zhruba měsíc v dubnu až květnu při teplotě 10 - 22°C. Samice kladou vajíčka ve 2 - 3 dávkách a mohou podnikat krátké třecí migrace. Samci jsou teritoriální a vyhrabávají mělké prohlubně v písku nebo štěrku, nebo u obnažených kořenů rostlin, kam jsou vajíčka kladena. Obvykle v mělkých pobřežních vodách v hloubce 1 - 2 metry. Hnízda často bývají blízko hnízd candáta obecného (Sander lucioperca). Samec snůšku hlídá a chrání před případnými predátory až do vylíhnutí potěru.